# Maciste dans les mines du roi Salomon
Pour plus de détails, voir Fiche technique et Distribution.
Maciste dans les mines du roi Salomon (Maciste nelle miniere di re Salomone) est un péplum italien de Piero Regnoli sorti en 1964.

## Synopsis
Dans un pays de légende situé en Afrique, le roi Namar a construit un temple sur le site où se dressaient les mines d'or du roi de Salomon. Afin de maintenir la paix et le calme dans son royaume, il a interdit l'exploitation du minerai. Cette décision déplaît à certains dignitaires du royaume. L'un d'eux, Riad, propose à Fariza, une reine amazone d'une cité voisine une alliance afin de fomenter un coup d'état et de renverser Namar. Le coup d'état réussit et le roi est tué, mais sur les conseils d'Abucar, un homme resté fidèle à Namar, sa petite amie, Samara s'enfuit avec le fils du roi, un enfant nommé Vazma, avec pour mission de prévenir Maciste de la situation. Après plusieurs péripéties, Vazma et Samara trouvent l'hospitalité dans un village de chasseurs. Pendant ce temps Abucar est torturé par Riad et Fariza qui veulent savoir ce qu'est devenu le prince héritier. Les mines ont été rouvertes et sont exploitées par des esclaves à bout de forces. Maciste prévenu de l'évolution de la situation en ville y entre au moment où Abucar va être exécuté, il empêche sa mise à mort mais est lui-même capturé à l'aide d'un filet. Condamné à mort par écartèlement, il s'en sort mais après qu'il eut refusé les avances de Fariza, celle-ci l’envoûte en lui entourant la cheville d'un anneau qui lui fait perdre souvenir et volonté et l'envoie travailler aux mines comme esclave. Sur ces entrefaites Riad et Fariza ont retrouvé Samara prise dans une des nombreuses rafles qu'organise le pouvoir pour maintenir son quota d'esclaves aux mines. Refusant de dire ou se trouve le prince héritier, elle est condamnée à recevoir de l'or fondu sur tout le corps. Mais Maciste qui a réussi à se débarrasser de son anneau à la cheville va intervenir à temps.

## Fiche technique
- Titre français : Maciste dans les mines du roi Salomon
- Titre original : Maciste nelle miniere di re Salomone
- Réalisateur : Piero Regnoli
- scénariste : Piero Regnoli
- Adaptation française :Jeanne Vidal
- Dialogues :Randal
- Son : Maurice Laroche
- Photographie : Mario Capriotti, Luciano Trasatti
- musique : Francesco De Masi
- Pays d’origine :  Italie
- Genre : Péplum
- Durée : 90 min
- Dates de sortie :
  - Italie : 1964
  - France : 25 juin 1965

## Distribution
- Reg Park  (VF : Michel Gatineau) : Maciste (dans la VF du film le héros s'appelle Magica (orthographe phonétique))
- Wandisa Guida  (VF : Michele Montel) : Fazira
- Dan Harrison (alias Bruno Piergentili)  (VF : Jacques Torrens) : Abucar
- Giuseppe Addobbati (VF : Fernand Fabre) : Namar
- Eleonora Bianchi (VF : Janine Rudel)[1] : Samara
- Elio Jotta  (VF : Gerard Ferat) : Riad
- Loris Loddi : Vazma
- Carlo Tamberlani  (VF : Emile Duard) : Zelea
- Nino Persello (VF : Claude Joseph) : Belal
- Bruno Scipioni : Kadar
- Narration :Roger Rudel